# Andre d'Arkor
André d'Arkor (Saint-Nicolas (Bélgica), Tilleur,Valonia, 23 de febrero de 1901 - Bruselas, 19 de diciembre de 1971)fue un tenor lírico belga.

## Trayectoria
Estudió música en el Conservatorio de Lieja con Henri Seguin y en 1925 hizo su debut en Lieja en la ópera Lakmé de Delibes. Después de tres años en Lieja, se mudó a Gante, donde abordó un repertorio de 80 papeles, en 1929 actuó en Lyon y en 1930 se mudó al Théâtre de la Monnaie de Bruselas donde actuó por quince temporadas. En la década de 1930  hizo apariciones como invitado en Francia, Holanda, Alemania y Suiza, además de una gira de trece ciudades por Estados Unidos.
La Segunda Guerra Mundial interrumpió una carrera que podría haber sido mucho más gloriosa.
Desde 1945 hasta 1965 fue director del Teatro Opera Real de Lieja (Ópera Real de Valonia). Luego fue director del Teatro de la Moneda.
En la década de 1930 realizó grabaciones que dejan testimonio de su talento y exquisito estilo vocal.